# Erik Karlsson (ishockeyspelare)
Erik Karlsson, född 31 maj 1990 i Landsbro i Lannaskede församling, Vetlanda kommun, är en svensk professionell ishockeyspelare som spelar för Pittsburgh Penguins i NHL.
Han har tidigare spelat, och varit lagkapten, för Ottawa Senators.
Karlsson anses vara en av världens bästa backar och har vunnit Norris Trophy som NHL:s bästa back tre gånger, 2012, 2015 och 2023.

## Klubbkarriären
Karlssons moderklubb är Boro/Vetlanda HC.

### NHL

#### Ottawa Senators
Han valdes som 15:e spelare totalt i 2008 års NHL-draft av Ottawa Senators.
Sommaren 2009 skrev Karlsson på ett treårskontrakt med Ottawa Senators. Debuten ägde rum 3 oktober 2009 då Ottawa förlorade säsongens NHL-premiär med 5-2 borta mot New York Rangers. Karlsson noterades för en assist till 5-2-målet 6 sekunder från slutet, och blev då med sina 19 år och 125 dagar en av de yngsta svenska NHL-spelarna genom alla tider.
Det dröjde inte heller länge innan han kom att bli en av de yngsta svenskarna att göra mål i NHL. Han lyckades etablera sig som en nyckelspelare för laget och fick allt mer speltid, inte minst i power play, där hans offensiva spelstil kom till sin rätt. Under sina första tre säsonger hade han förbättrat sin mål- och poängproduktion för varje år, och även blivit uttagen till de två senaste All Star-matcherna.
Under Karlssons tredje säsong, 2011–2012, gjorde han 78 poäng, fördelat på 19 mål och 59 assists, på 81 matcher, vilket var näst flest av alla svenskar den säsongen och hela 25 poäng mer än den näst bäste backen. Bland svenska NHL-backar har endast Nicklas Lidström noterat fler poäng på en säsong, och det vid ett tillfälle. Som en följd av detta tilldelades Karlsson Norris Trophy som ligans bäste back. Ingen Ottawa-back har tidigare tilldelats utmärkelsen och Karlsson blev därtill med sina 22 år den yngste Norris Trophy-vinnaren sedan 1970. I prisets 60-åriga historia - som sträcker sig till 1954 - har endast Bobby Orr (20 år) och Pierre Pilote (21 år) varit yngre när de fick priset första gången. Erik Karlsson blev också utvald i NHL First All-Star Team för säsongen 2011/2012.
Dagen innan utnämningen, 19 juni 2012, skrev Karlsson på ett sjuårskontrakt med Ottawa, till ett värde av 45,5 miljoner dollar, som gör honom till en av världens bäst betalda backar.
Till följd av NHL-lockouten hösten 2012 skrev Karlsson på för finska storklubben Jokerit, på månatlig basis, och producerade där från sin backplats imponerande 34 poäng, fördelat på 9 mål och 25 assists, på 30 matcher.
Den 2 oktober 2014 valdes Erik Karlsson till Ottawas lagkapten.

#### San Jose Sharks
Efter månader av spekulationer blev han den 13 september 2018 trejdad till San Jose Sharks tillsammans med Francis Perron, i utbyte mot Chris Tierney, Dylan DeMelo, Rudolfs Balcers, Joshua Norris, ett val i första rundan i NHL-draften 2019 eller 2020, ett val i andra rundan i NHL-draften 2019 samt två villkorliga draftval.
Den 17 juni 2019 skrev han på ett åttaårskontrakt med Sharks till ett värde av 92 miljoner dollar.
I mitten av 2023 tilldelades han Victoriapriset.

## Landslagsspel
I juniorlandslaget för spelare under 18 år var Erik Karlsson med om att vinna guld i Ivan Hlinkas minnesturnering 2007. I U18-VM i ishockey 2008 blev han av IIHF utnämnd till turneringens bäste back. Han var med i laget som erövrade silver i JVM 2009 och blev efter den turneringen utsedd till turneringens bäste back, samt uttagen i All Star-laget.
Landslagsdebuten i Tre Kronor ägde rum mot Danmark den 5 maj 2010, i den sista genrepsmatchen inför VM 2010. Första landslagsmålet kom sedan i nästa match, när Karlsson i sin VM-debut gjorde 2-0 i power play mot Norge. Turneringen slutade med brons för Sveriges del och Karlsson noterades för totalt 4 poäng, 1 mål och 3 assists, på 10 matcher. Karlsson var även med i det svenska VM-laget två år senare och producerade då 7 poäng, fördelat på 3 mål och 4 assists, på 8 matcher innan Tre Kronor åkte ut i kvartsfinal.

## Statistik

### Klubbkarriär
| 2007–08    | Frölunda HC         | Elitserien    | 7   | 1   | 0   | 1   | 0   | 6  | 0 | 0  | 0  | 0  |
|            | Frölunda J20        | J20 Superelit | 38  | 13  | 24  | 37  | 68  | 5  | 1 | 0  | 1  | 4  |
| 2008–09    | Frölunda HC         | Elitserien    | 45  | 5   | 5   | 10  | 10  | 11 | 1 | 2  | 3  | 24 |
|            | Frölunda J20        | J20 Superelit | 1   | 0   | 2   | 2   | 2   | –  | – | –  | –  | –  |
|            | Borås HC            | Allsvenskan   | 7   | 0   | 1   | 1   | 14  | –  | – | –  | –  | –  |
| 2009–10    | Ottawa Senators     | NHL           | 60  | 5   | 21  | 26  | 24  | 6  | 1 | 5  | 6  | 4  |
|            | Binghamton Senators | AHL           | 12  | 0   | 11  | 11  | 22  | –  | – | –  | –  | –  |
| 2010–11    | Ottawa Senators     | NHL           | 75  | 13  | 32  | 45  | 50  | –  | – | –  | –  | –  |
| 2011–12    | Ottawa Senators     | NHL           | 81  | 19  | 59  | 78  | 42  | 7  | 1 | 0  | 1  | 4  |
| 2012–13    | Ottawa Senators     | NHL           | 17  | 6   | 8   | 14  | 8   | 10 | 1 | 7  | 8  | 6  |
|            | Jokerit             | FM-ligan      | 30  | 9   | 25  | 34  | 24  | –  | – | –  | –  | –  |
| 2013–14    | Ottawa Senators     | NHL           | 82  | 20  | 54  | 74  | 10  | –  | – | –  | –  | –  |
| 2014–15    | Ottawa Senators     | NHL           | 82  | 21  | 45  | 66  | 42  | 6  | 1 | 3  | 4  | 2  |
| 2015–16    | Ottawa Senators     | NHL           | 82  | 16  | 66  | 82  | 50  | –  | – | –  | –  | –  |
| 2016–17    | Ottawa Senators     | NHL           | 77  | 17  | 54  | 71  | 39  | 19 | 2 | 16 | 18 | 10 |
| 2017–18    | Ottawa Senators     | NHL           | 71  | 9   | 53  | 62  | 36  | –  | – | –  | –  | –  |
| 2018–19    | San Jose Sharks     | NHL           | 53  | 3   | 42  | 45  | 22  | 19 | 2 | 14 | 16 | 8  |
| NHL totalt | NHL totalt          | NHL totalt    | 680 | 129 | 434 | 563 | 338 | 67 | 8 | 45 | 53 | 34 |

### Internationellt
| År            | Lag           | Turnering     |               | Matcher | Mål | Assist | Poäng | Utv |
| ------------- | ------------- | ------------- | ------------- | ------- | --- | ------ | ----- | --- |
| 2009          | Sverige       | JVM           | 6             | 2       | 7   | 9      | 0     |     |
| 2010          | Sverige       | VM            | 9             | 1       | 3   | 4      | 2     |     |
| 2012          | Sverige       | VM            | 8             | 3       | 4   | 7      | 2     |     |
| 2014          | Sverige       | OS            | 6             | 4       | 4   | 8      | 0     |     |
| Junior totalt | Junior totalt | Junior totalt | Junior totalt | 35      | 6   | 22     | 28    | 4   |
| Senior totalt | Senior totalt | Senior totalt | Senior totalt | 24      | 8   | 11     | 19    | 4   |

## Priser och utmärkelser

### Landslag
| Utmärkelse         | År   |
| ------------------ | ---- |
| U-18 VM Bästa back | 2008 |
| JVM:s All Star-lag | 2009 |
| JVM Bästa back     | 2009 |
| OS All Star-lag    | 2014 |
| OS Bästa back      | 2014 |

### NHL
| Utmärkelse                   | År                         |
| ---------------------------- | -------------------------- |
| NHL All-Star Game            | 2011, 2012, 2016, och 2023 |
| James Norris Memorial Trophy | 2012, 2015 och 2023        |
| Viking Award                 | 2012, 2016 och 2017        |